# 黄光锐
黄光锐（1898年6月5日—1985年8月），广东省台山县人，原中央航空学校校长，中国空军先驱。

## 生平
出生于台山县白沙镇华侨家庭，幼时前往美国定居。1916年进入蔡司度在旧金山创办的美洲飞行学校，考取了美国飞行执照。次年在国民党美洲支部推荐下进入国强飞机公司参加培训，并加入了国民党。1921年进入北加州飞行学校受训。
1922年，跟随杨仙逸来到广州。在杨仙逸被孙中山任命为航空局局长后，黄光锐出任第一飞机队队长。1923年他驾驶试飞了中国自行设计的第一架军用飞机“乐士文号”，宋庆龄也随他一同登机上天。同年出任广东航空学校飞行教练。此后，又历任航空局局长、广东航空学校校长、广东空军第一大队大队长、广东航空处处长等职。1928年，他同陈庆云等一同驾驶“珠江号”水上飞机环飞全国。1931年陈济棠将广东航空处扩编组建空军总司令部，黄光锐出任参谋长、空军第一大队司令。次年又任广东空军总司令。1936年两广事变爆发，陈济棠公开反蒋，黄光锐决定率领广东空军投蒋，后任中央航空学校校长、国民政府航空委员会委员。抗日战争爆发后，黄光锐出任空军少将。1938年，担任航空委员会副主任委员、成都空军司令、空军军士学校校长。次年又任空军总指挥部军政厅厅长。1941年，兼任航空研究所所长。抗战结束后授空军中将，并当选制宪国民大会代表。同时他被拟任为新的空军总司令部副总司令，但他辞而不就，退役后移居广州。1949年迁居香港，后又移居美国洛杉矶。1985年在洛杉矶逝世。

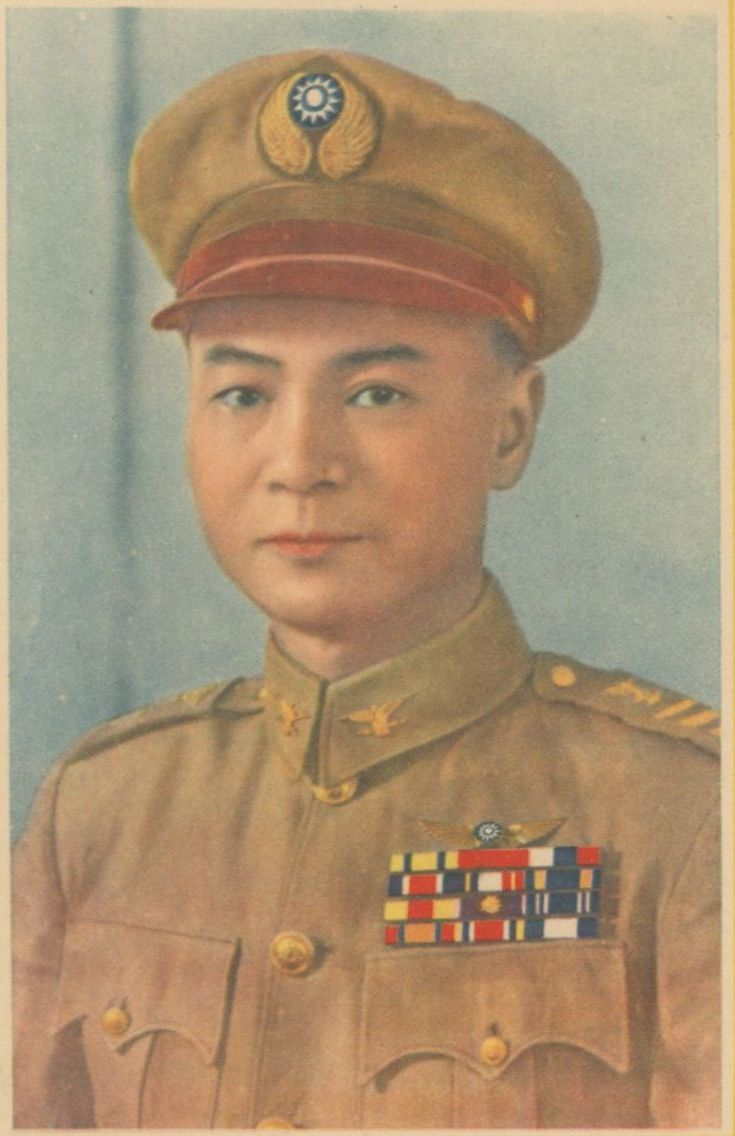
黄光锐画像